# Mala Mare
Mala Mare je hrid sjeverozapadno od otoka Kakna, od kojeg je udaljena oko 450 metara
Površina otoka je 1.270 m2, a visina 2 metra.
Na otoku je svjetionik s karakteristikom B Bl(2) 8s 8m 5M.

## Vanjske poveznice
|  | Zajednički poslužitelj ima još gradiva o temi Mala Mare |